# Samuil Galberg
Samuil Galberg (en russe : Самуил-Фридрих Иванович Гальберг, Samouil-Fridrikh Ivanovitch Galberg, en allemand : Samuil Friedrich Halberg) est un sculpteur russe du XIXe siècle.
Galberg a fait ses études à l'Académie impériale des arts sous Ivan Martos. Son frère, Ivan, était aussi un artiste. Samuil partit ensuite étudier ensuite à Rome pendant 10 ans, entre 1818 et 1828. A son retour à Saint-Pétersbourg, il devient académicien en 1830.
Il épousa la fille d’un autre sculpteur, Vassili Demuth-Malinovski.

## Œuvres
Il produisit en autre le masque mortuaire d' Alexandre Pouchkine.